# Eliahu Itzkovitz
 (mars 2024).
Eliahu Itzkovitz, né en 1932 et mort en 2015, était un juif roumain d'origine moldave qui, alors qu'il était prisonnier dans un camp de concentration pendant la Seconde Guerre mondiale, fut témoin du meurtre de sa famille aux mains d'un gardien de prison nommé Stănescu. Itzkovitz jura de venger ce meurtre, mais n'ayant pu trouver le meurtrier après la guerre, il émigra en Israël où il servit dans les Forces de défense israéliennes. Apprenant que Stănescu s'était enrôlé dans la Légion étrangère française, il déserte de Tsahal et rejoint la Légion. Itzkovitz pu ainsi traquer et tuer Stănescu en Indochine française. Traduit en cour martiale en Israël pour désertion, il fut condamné à un an de prison du fait des circonstances exceptionnelles de son départ.

## Biographie
Eliahu Itzkovitz est né dans une famille juive de Chișinău, en Moldavie.
Pendant la Seconde Guerre mondiale, Eliahu et sa famille sont internés dans un camp de concentration en Roumanie, où Eliahu est témoin du meurtre de ses parents et de ses trois frères par un gardien de prison roumain nommé Stănescu,. Itzkovitz survit aux camps et est libéré par les forces soviétiques en 1944,,.
Après son retour en Roumanie, Itzkovitz commence à rechercher Stănescu dans le but de se venger. Il échoue à le retrouver, mais identifie son fils et le poignarde avec un couteau de boucher. En 1947, un tribunal roumain le condamne à cinq ans de maison de correction pour mineurs. En 1952, il est libéré et les autorités communistes de Roumanie lui accordent l'autorisation d'émigrer en Israël.
En 1953, il s'enrôle dans les Forces de défense israéliennes où il sert dans une brigade parachutiste,. Pendant ce temps, il apprend que Stănescu avait réussi à s'échapper dans la zone d'occupation française en Allemagne et s'était enrôlé dans la Légion étrangère française . Itzkovitz se décide alors à reprendre sa traque.
Itzkovitz a demandé un transfert dans la marine israélienne, qui lui est accordé sans trop de difficultés,. Il est peu après affecté à un escadron de destroyers et de corvettes basé à Haïfa. Après plusieurs mois dans la marine, le navire sur lequel il servait arrive au port de Gênes, en Italie, pour récupérer des équipements. Itzkovitz saisit l'occasion et déserte, traversant la frontière avec la France où il s'enrôle dans la Légion étrangère,.
Dès son incorporation en France, il est envoyé en Algérie où il suit une formation de base. Après l'avoir terminée, il continue à chercher Stănescu et découvre que celui-ci sert avec le 3e régiment étranger d'infanterie en Indochine française. Itzkovitz se porte volontaire pour le 3e REI et trois mois à peine après s'être engagé, il est affecté dans le même bataillon que Stănescu, allant jusqu'à obtenir un poste dans l'unité de Stănescu, celui-ci étant devenu caporal et dirigeant une escouade d'hommes. Itzkovitz prend son temps pour exercer sa vengeance, et le tue lors d'une patrouille le long de la route coloniale 18 près de Bắc Ninh,. Itzkovitz effectue le reste de son contrat jusqu'à sa libération en 1958,.
Après avoir terminé son service dans la Légion, il se rend à l' ambassade d'Israël à Paris où il est présenté à l'attaché militaire pour répondre de sa précédente désertion,. Il rentre volontairement en Israël pour y être jugé,. Reconnu coupable, il est condamné à un an d'emprisonnement à la lumière des circonstances inhabituelles entourant sa désertion,.
Itzkovitz décède en 2015.
Malheureusement, une grande partie de son histoire est basée sur une légende qu'il s'est lui-même créée. 
Il a rejoint la Légion en août 1953Après une formation de base, il part pour l'Indochine, où il arrive le 30 mai 1954.
Dès son arrivée, il est affecté à un groupe de légionnaires destinés à former les nouveaux bataillons parachutistes. Les hommes suivent une formation de parachutiste et sont affectés à la compagnie de transit, puis finalement au 1e BEP le 15 juillet 1954. 
(Les 1e et 2e BEP d'origine avaient été anéantis lors des combats de Dien Binh Phu. À la fin de la bataille, le 7 mai 1954, les membres des deux bataillons qui n'avaient pas été tués au combat furent faits prisonniers et passèrent les quatre mois suivants comme prisonniers de guerre). 
Itzkovitz n'a jamais été membre du 3e REI. Il est arrivé au 1er BEP le 15 juillet 1954 alors que le bataillon se reformait. Pendant les cinq jours qui se sont écoulés entre son arrivée et le cessez-le-feu du 20 juillet, le bataillon n'a participé à aucune opération.  
Après le 20 juillet, le bataillon n'a participé à aucune opération. 
Aucun homme n'a été tué en patrouille, qu'il soit roumain ou autre. 
Itzkovitz n'a jamais été impliqué dans une opération, une embuscade ou une fusillade pendant son séjour en Indochine. 
Il retourne en Algérie avec son unité au début de l'année 1955 et débarque à Oran le 24 février 1955. Fin juin 1955, Eliahu Itzkovitz a déserté. 